# Île Agot
Pour les articles homonymes, voir Agot.
L'île Agot est un îlot situé 600 mètres au large de Saint-Briac-sur-Mer en Ille-et-Vilaine. Inhabité et principalement rocheux, il mesure environ 600 mètres pour un maximum de 270 m de large.
L'île Agot renferme des sites protohistoriques, notamment un habitat gaulois datant de la fin de la période laténienne. Elle a été inscrite monument historique par arrêté du 13 juin 1975.
Dans les années 1960 les Scouts de France y organisèrent des stages de survie ; il fallait trouver une des deux ou trois sources d'eau douce de l'île et manger des arapèdes, des bigorneaux, etc[réf. nécessaire].